# Еміль Віхерт
Еміль Йоганн Віхерт (нім. Emil Johann Wiechert; 26 грудня 1861 — 19 березня 1928) — німецький фізик, відомий через потенціали Ліенара-Віхерта. 
Запропонував першу модель шаруватої будови Землі, яка знайшла підтвердження. Також був одним з перших дослідників електронів. Став першим у світі професором геофізики у Ґеттінґенському університеті. Місячний кратер Віхерт названий на його честь.

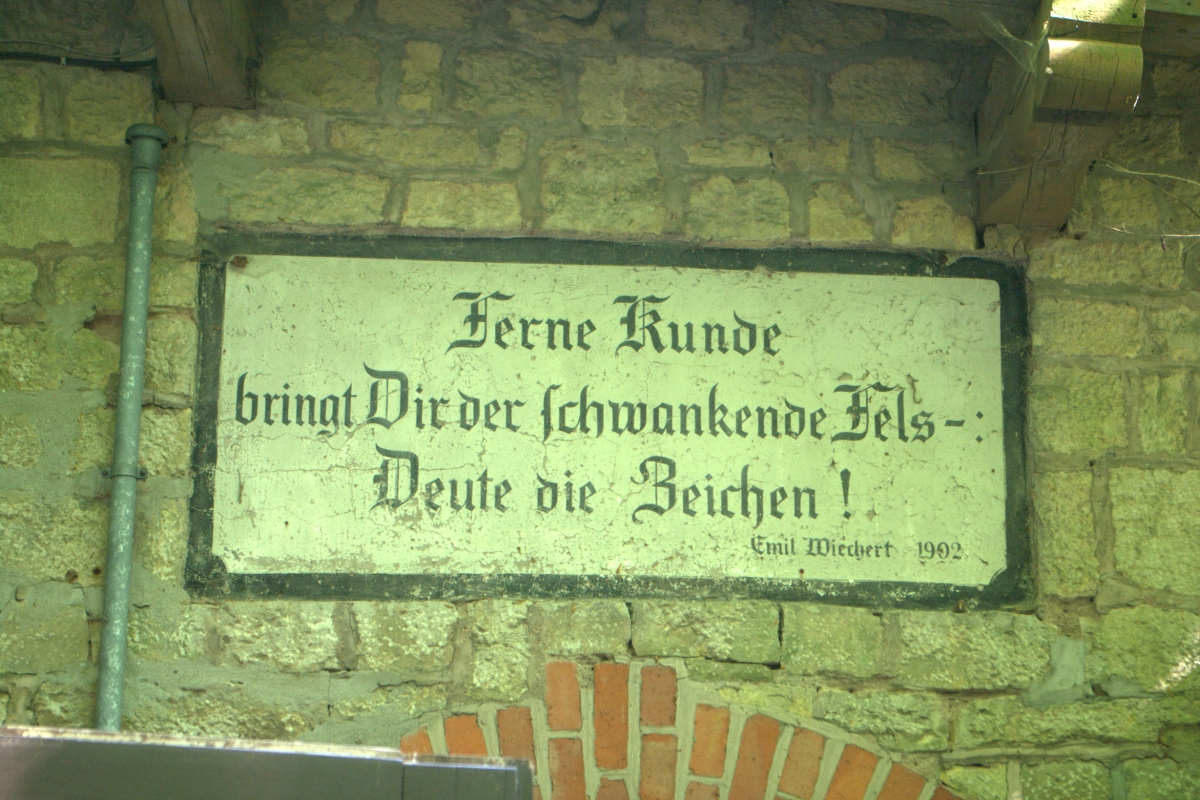
Цитата Віхерта на вході до сейсмологічної станції Wiechert'schen Erdbebenwarte у Ґеттінґені.